# 坚尼街 (曼哈顿)

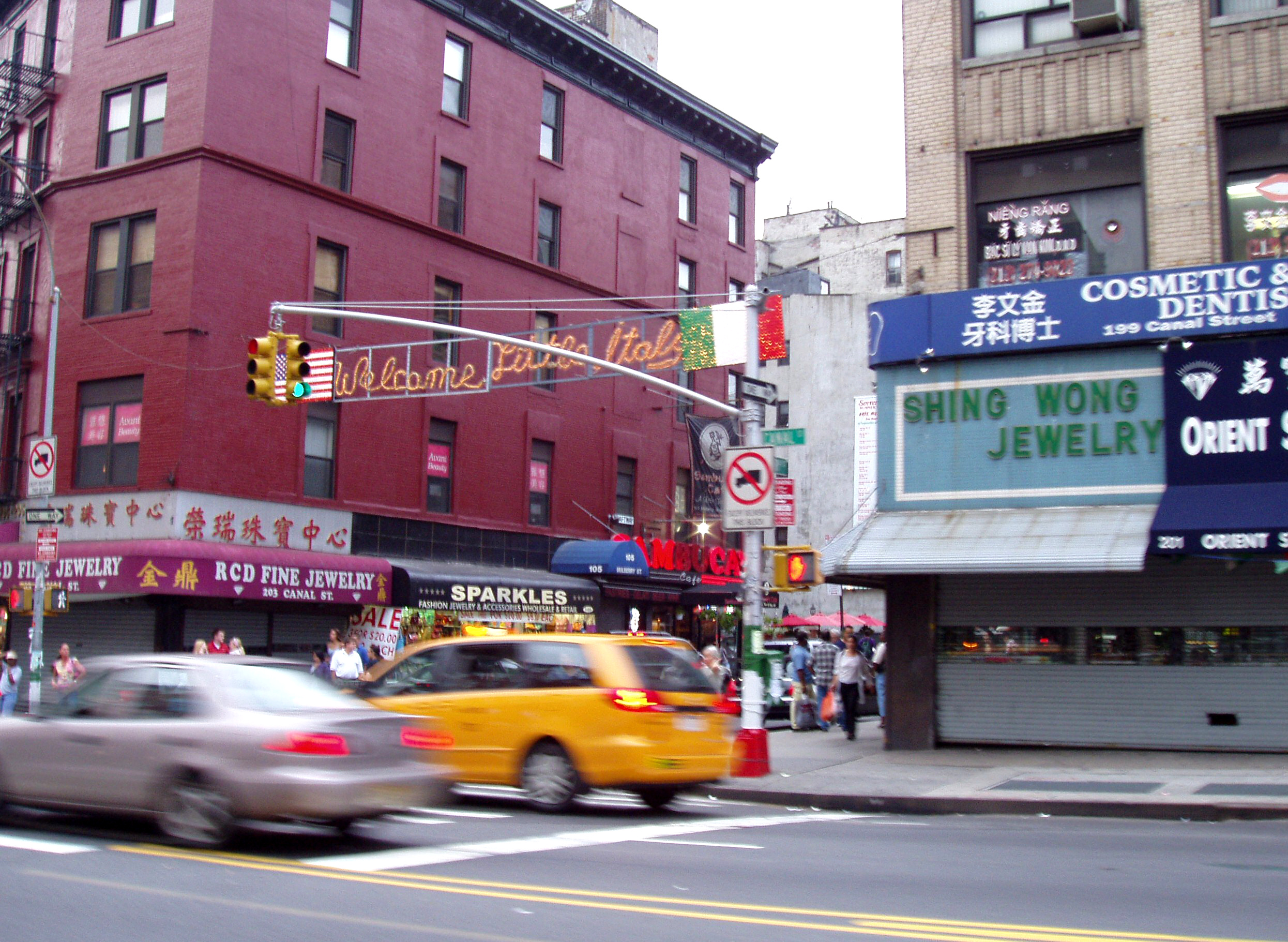
曼哈頓華埠與小意大利的邊界

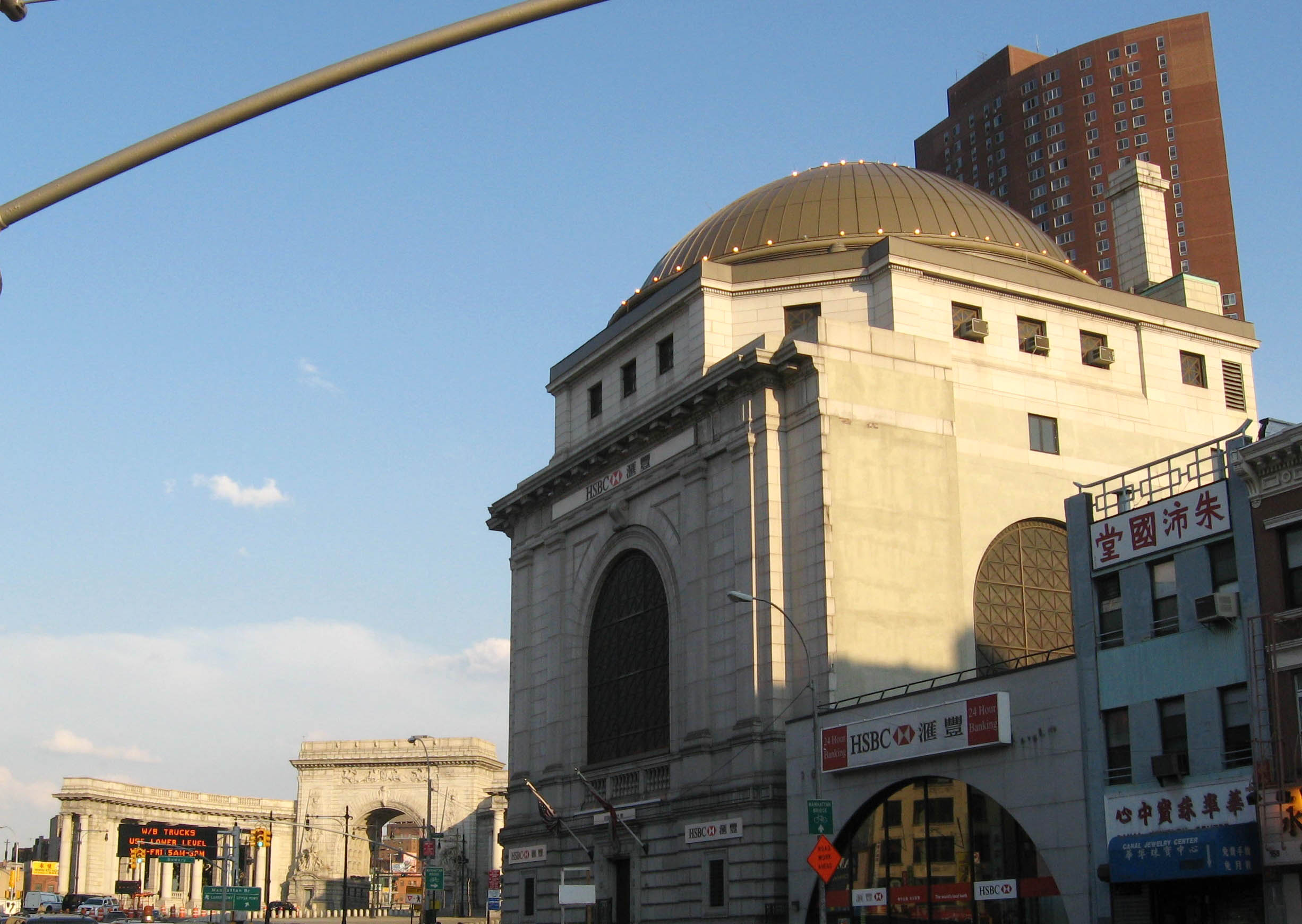
堅尼街上的滙豐銀行分行

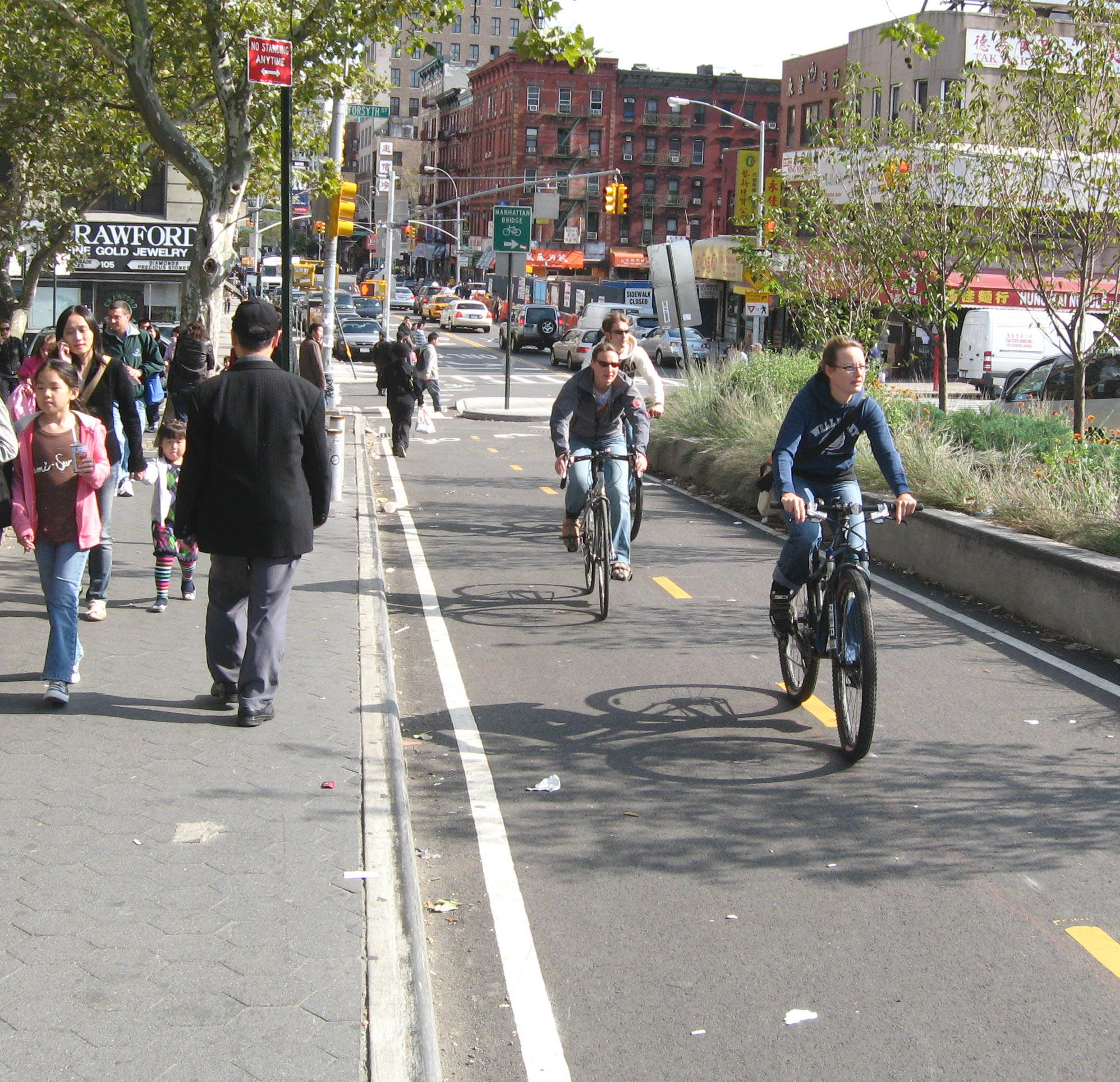
由堅尼街上曼哈頓大橋的自行車道

堅尼街（官方路牌，另譯運河街）是美國紐約州紐約市曼哈頓一條東西走向的主要街道，橫穿曼哈頓下城，向西經荷蘭隧道直達新澤西州澤西市，向東經曼哈頓大橋通往紐約市布魯克林區。它是曼哈頓華埠的主要脊柱，並將其與小意大利分隔開來，同時構成蘇豪區的南部邊界以及翠貝卡的北部邊界。
堅尼街原爲一條開挖於19世紀初的運河，用以將遭受嚴重汙染的池水排入哈得遜河。池塘大約於1813年或1815年被填平，爾後紐約市於1820年填河築路。
現在的堅尼街是一處繁華商業區，店鋪房租相比曼哈頓其他地段較爲低廉，其東段以銀行和珠寶店爲主。這條街同時也是曼哈頓華埠的主要珠寶商圈，遊客及當地居民時常光顧露天大排檔和廉價商店。儘管常有警察突擊搜查，仿冒品仍廣泛售於其中。